# Квемо-Шухуті
Квемо-Шухуті (груз. ქვემო შუხუთი) — село в Грузії.
За даними перепису населення 2014 року в селі проживає 1248 осіб.